# Chevrolet
Chevrolet är ett amerikanskt bilmärke grundat 1911 av William C. Durant och som sedan 1918 ingår i General Motors. Märket är uppkallat efter sin medgrundare, den schweiziske racerföraren Louis Chevrolet. Hittills har omkring 100 miljoner bilar med namnet Chevrolet tillverkats.

## Historik

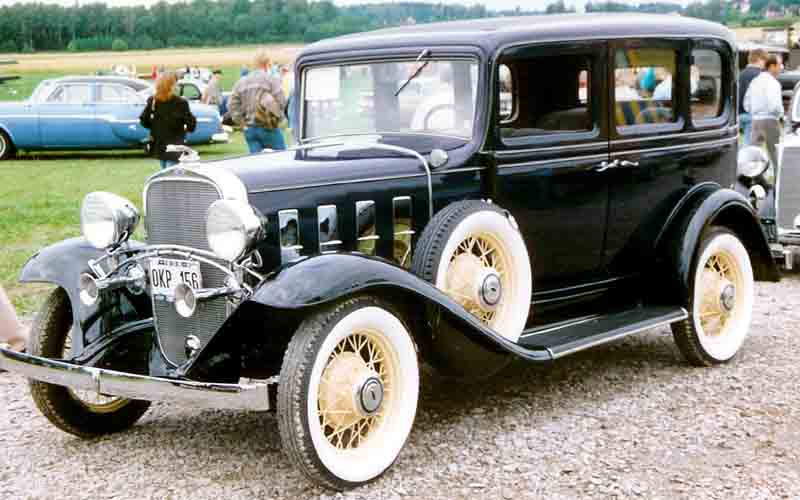
Chevrolet Confederate Series BA 4-Dörrars Sedan 1932

Den 3 november 1911 kom den första bilen från Chevrolet, avsedd att konkurrera med T-Fordarna. Ett år senare kom Classic Six, en bil för 5 passagerare med en 6-cylindrig motor på 4,9 liter. Den hade en toppfart på 105 km/h.
År 1916 introducerades modell 490 med en 4-cylindrig motor. Motorn hade toppventiler och utvecklade 20 hk. Växellådan var försedd med konkoppling, ett vanligt utförande vid denna tid. Fjädringen var av kantilevertyp med fast monterade fjäderpaket som utgick från ramen. En svag punkt på 490-modellerna var bakaxeln eftersom bakaxelröret lätt brast vid infästningen i kardanhuset.
År 1923 kom Superior-modellen med en modernare kaross på det gamla chassit som hängde med i stort sett oförändrat från 1916 till 1925. Det nya chassi som infördes 1925 fick halvelliptiska bladfjädrar runt om och en modern bakaxel av banjotyp.
Motorn var dock av samma typ som tidigare med vissa mindre modifieringar. Växellådan fick nu en vanlig lamellkoppling som medgav en lite mjukare igångsättning.
1925 års Chevrolet var ett av de bilmärken som bidrog till att T-Forden försvann. Chevan var billig i inköp och betydligt snabbare än den gamla T-Forden. Den mest kända modellen kallades i folkmun för Blue Beauty ("den blå skönheten"). Med sina svarta skärmar, kylarmantel i aluminium och mörkblå kaross väckte den uppmärksamhet där den kom.
Den fyrcylindriga toppventilmotorn hängde med fram till 1929 då den efterträddes av en sexcylindrig.
År 1955 bytte man model till det som skulle bli en klassiker. Samtidigt kom man med den första V8 på 265CI, som delvis är samma motor som används än idag i många modeller.
1957 fanns det en 283CI V8 med fuel injection på 283 hk vilket var mycket enligt dåtidens standard.
År 1958 introducerades den lyxiga Impala och 1960 kom Corvair. Under 1950- och 1960-talen dominerade bilmärket den amerikanska bilmarknaden. År 1963 var ca 30% av alla bilar som såldes på kontinenten från Chevrolet.
Corvette, som introducerades 1953, byggs än idag och är därmed den av Chevrolets personbilsmodeller som tillverkats längst. Bland lite större bilar är Chevrolet Suburban den som tillverkats längst, den första versionen kom redan 1936.

## Chevrolet i världen
Efter att det koreanska bilmärket Daewoo köpts upp av General Motors bytte Daewoos modeller 2005 namn till Chevrolet i Europa. Namnet Daewoo har fortsatt att användas på vissa andra marknader, så som Sydkorea, Vietnam och Sydafrika. I övriga världen har de flesta Daewoo-modeller successivt bytt namn till Chevrolet sedan 2003. I USA har man istället använt namnet Suzuki på vissa av dessa modeller.
I slutet av 2013 beslutade General Motors att Chevrolet skulle sluta säljas i Europa från slutet av 2015. Anledningen är att man inte vill konkurrera mot Opel och Vauxhall, som också ägs av GM. Dock ska vissa utvalda modeller, såsom sportbilen Corvette, fortsätta säljas i Europa.

## Modeller
- 150
- 210
- Agile (2009–2016), utvecklad i Brasilien och byggd i Argentina
- Astro (1985–2005)
- Alero (1999–2001)
- Avalanche
- Aveo
- Bel Air (1950–1976)
- Beretta (1987–1996)
- Biscayne (1958–1972)
- Blazer
- Brookwood
- Camaro (1967–2002, 2010-2024)
- Caprice (1965–1996)
- Captiva (2006–)
- Cavalier (1981–2004)
- Celebrity (1982–1990)
- Chevelle (1964–1977)
- Chevette (1976–1987)
- Citation (1979–1985)
- Cobalt (2004–2010)
- Colorado (2004–)
- Corsica (1987–1996)
- Corvair (1960–1969)
- Corvette (1953–)
- Cruze (2008–)
- Del Ray (1958)
- El Camino
- Epica (2006–)
- Equinox (2005–)
- Evanda
- Express
- Fleetline
- Fleetmaster
- HHR
- Impala (1958–1985, 1994–1996, 2000–)
- Kalos (2005–)
- Lacetti (2004–)
- Lumina (1990–2001)
- Lumina APV
- Malibu (1964–1983, 1997–)
- Matiz (2005–)
- Monte Carlo (1970–1988, 1995–)
- Monza (1975–1980)
- Niva (2002–)
- Nubira
- Nova (1962–1979, 1985–1988)
- Optra
- P30
- Silverado
- SportVan (1964–1970)
- Sprint
- SSR (2004–)
- Styleline
- Suburban (1936–)
- S-10
- Tacuma (2005–)
- Tahoe
- Tracker
- Trailblazer
- Trans Sport (1996–2005)
- Uplander (2005–)
- Van (1970–1996)
- Vega (1971–1977)
- Viva (2004–)
- Volt (2010–) (konceptbil presenterad 2007)

## Lastbil
- Chevrolet C/K (1960-2002)[4]
- Chevrolet D eller H från 1923/1924 [5],[6]

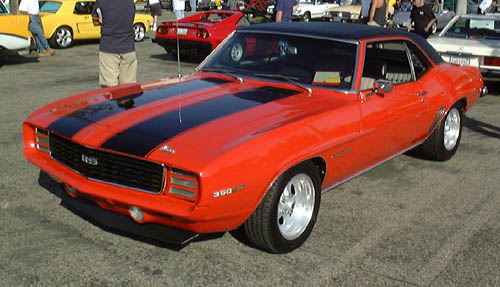
Chevrolet Camaro från 1969
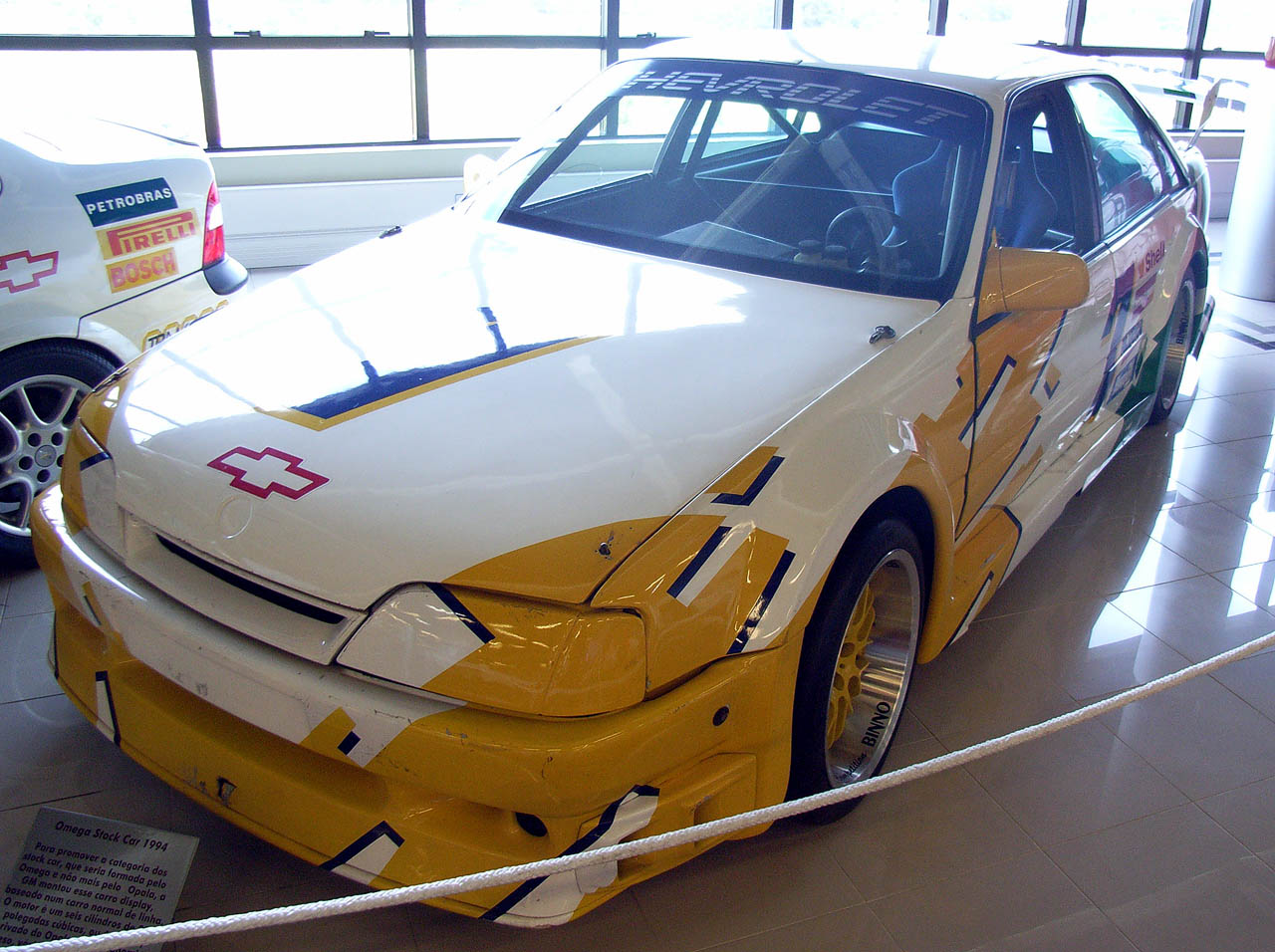
Chevrolet Omega Stock Car
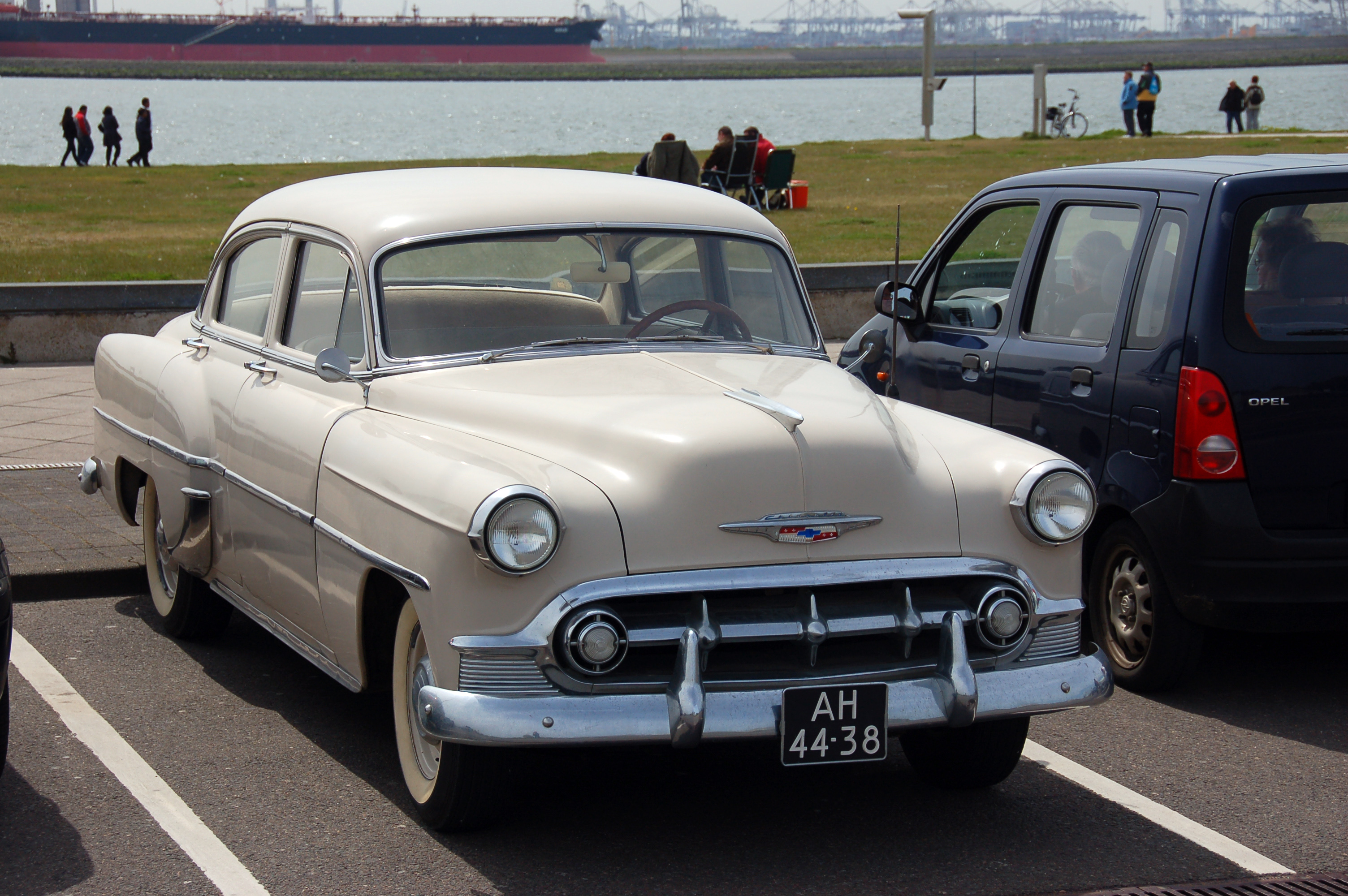
Chevrolet Bel Air
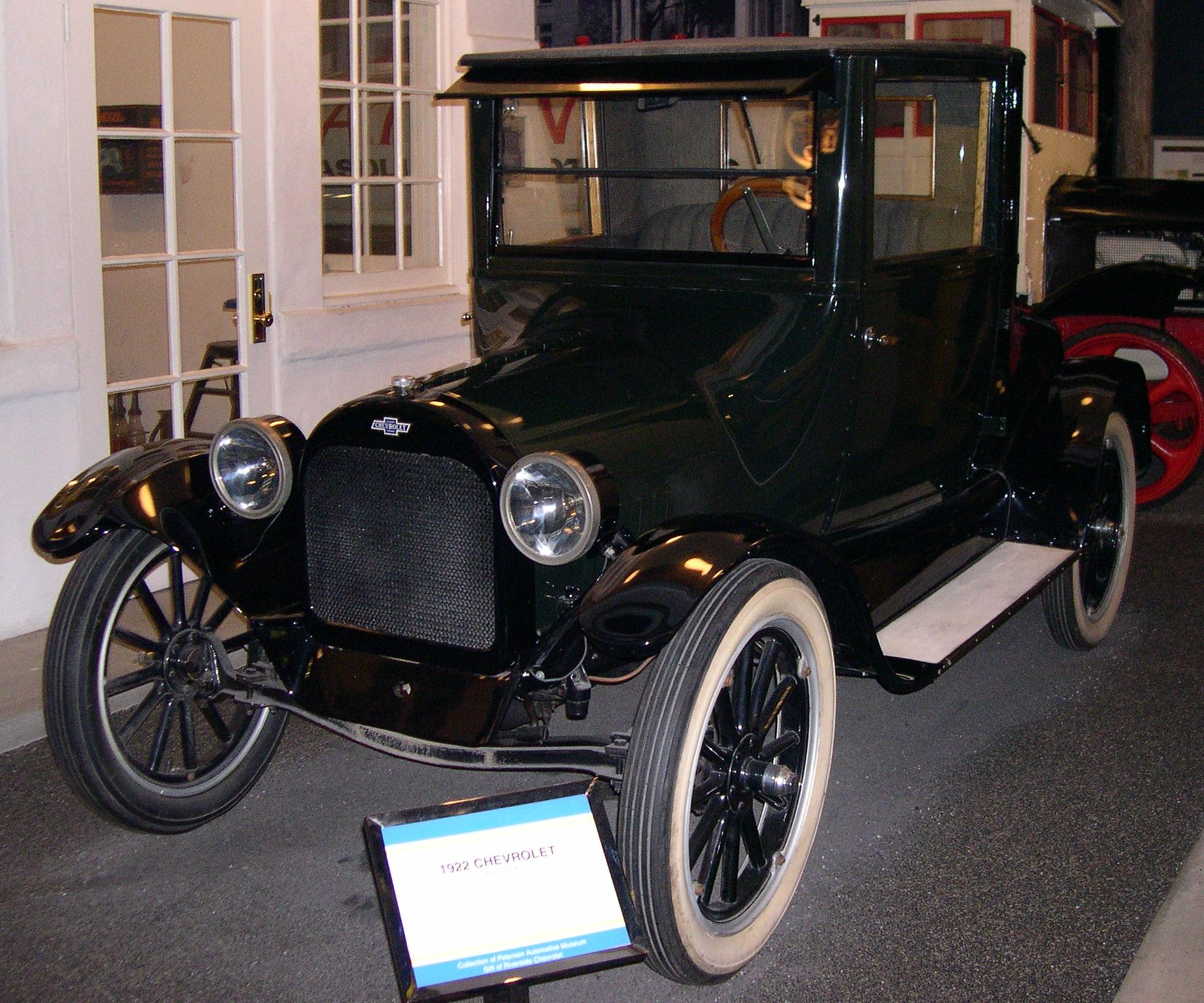
1922 Chevrolet
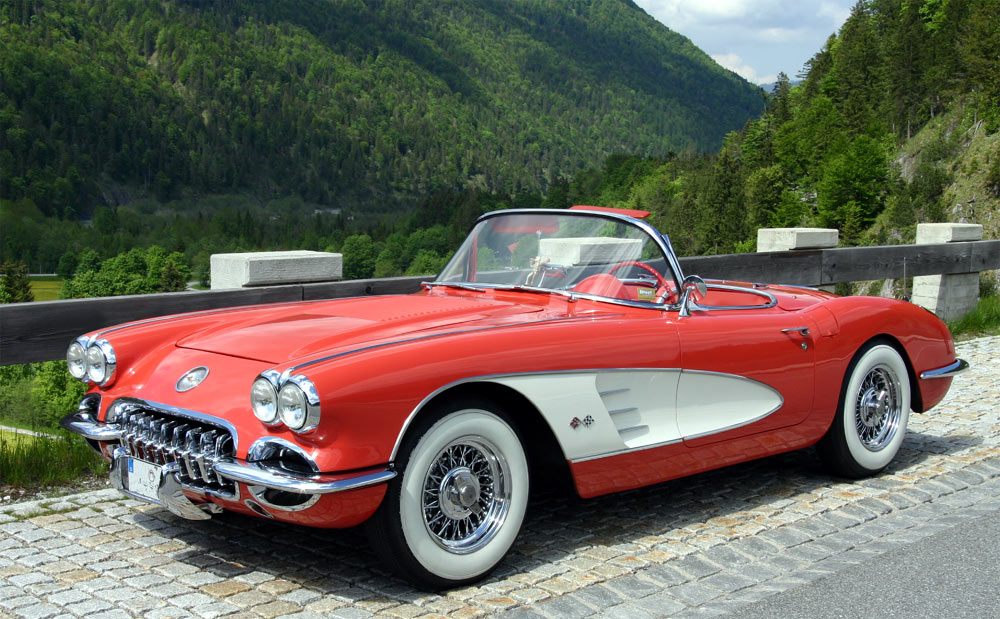
1958 Corvette
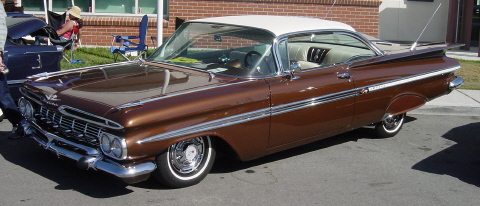
1959 Impala
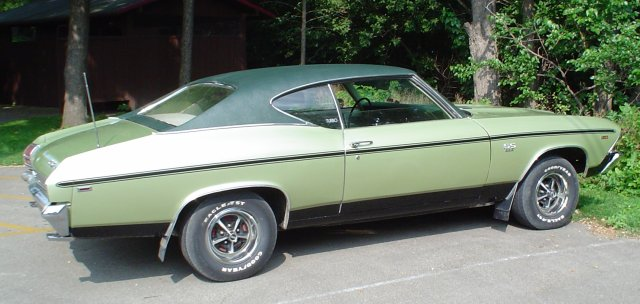
1969 Chevelle SS 396
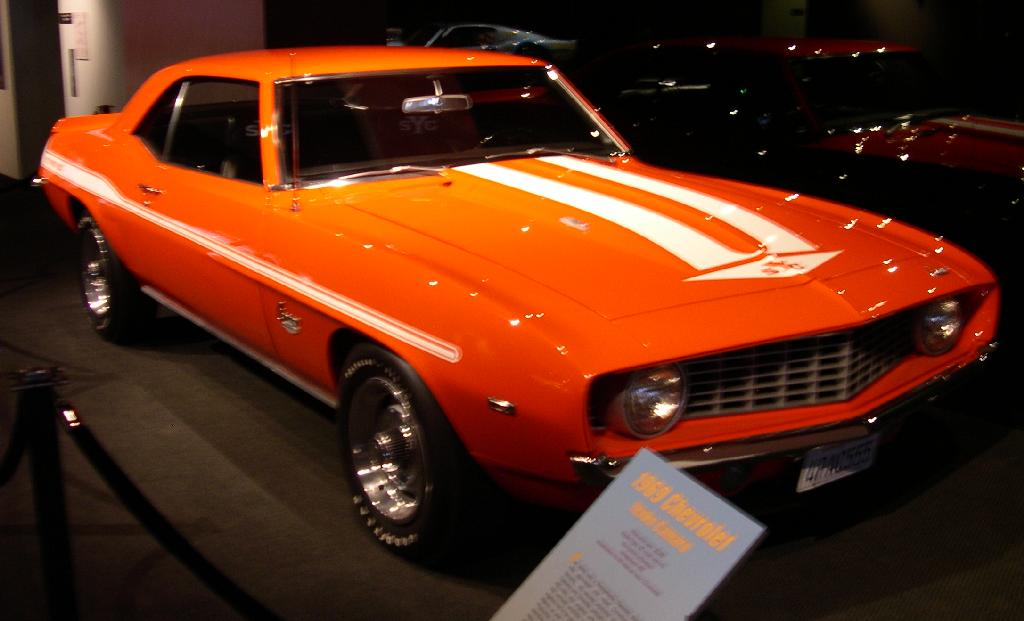
1969 Yenko Camaro från Petersen Automotive Museum
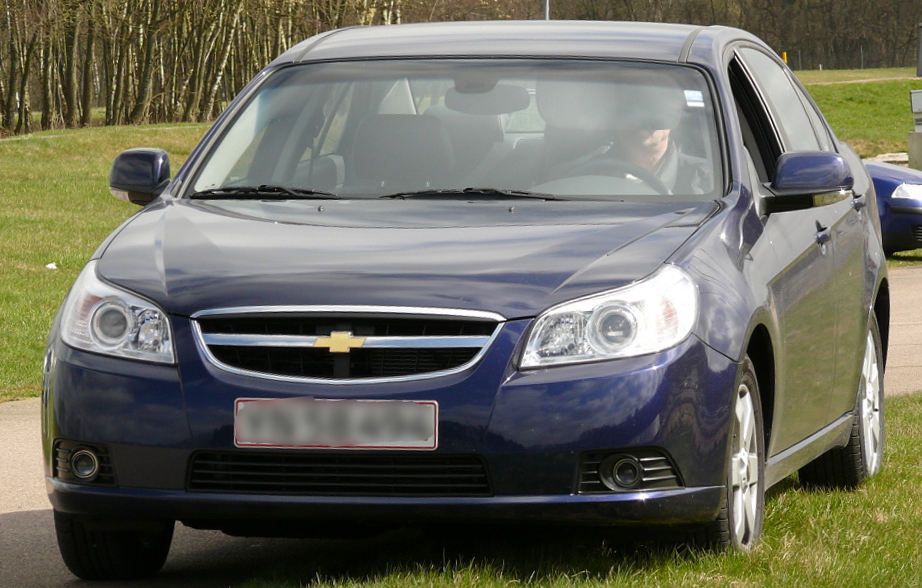
Chevrolet Epica
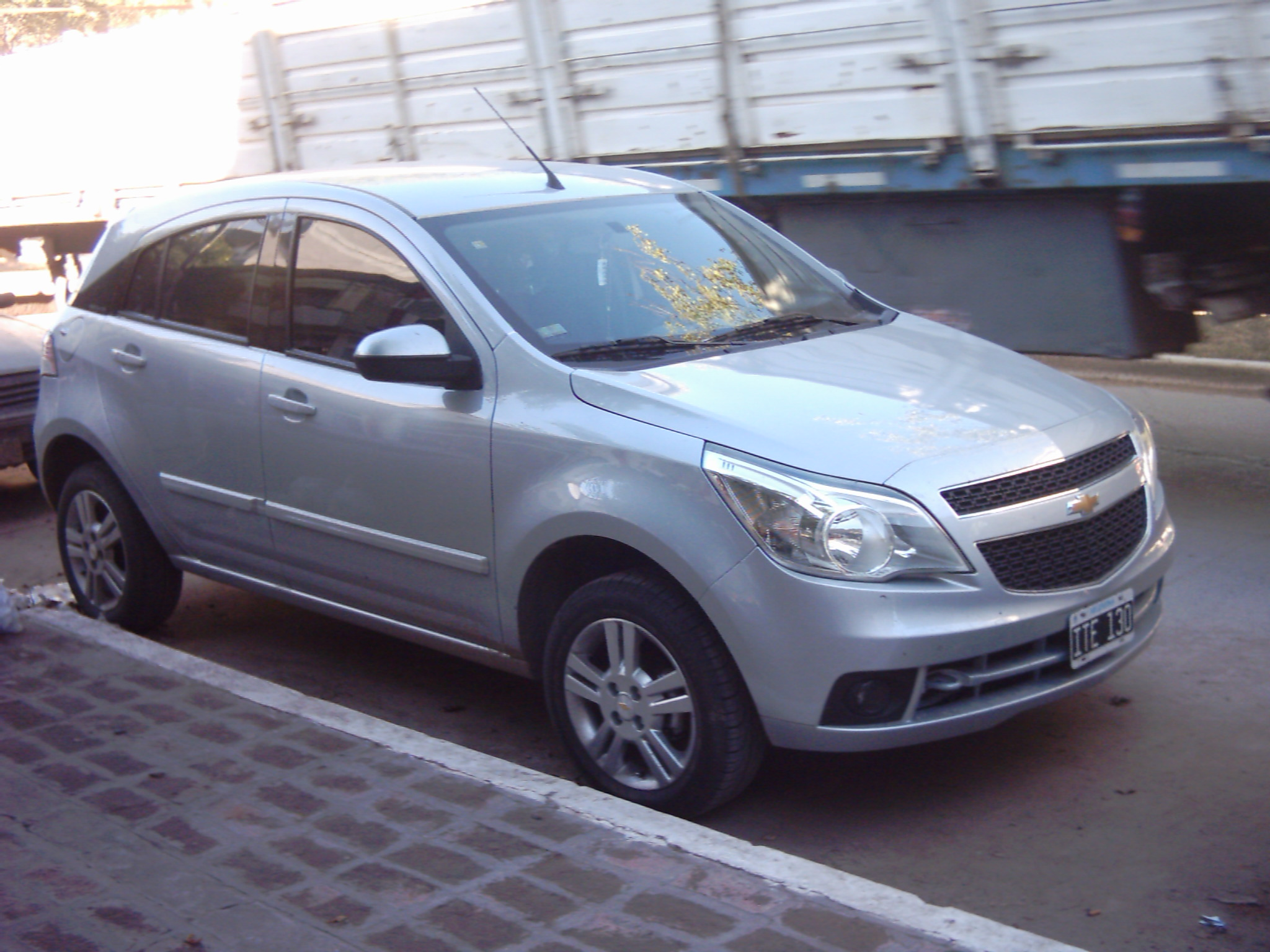
Agile utvecklad i Brasilien och byggd i Argentina.